# 沖縄県道216号与那国島線

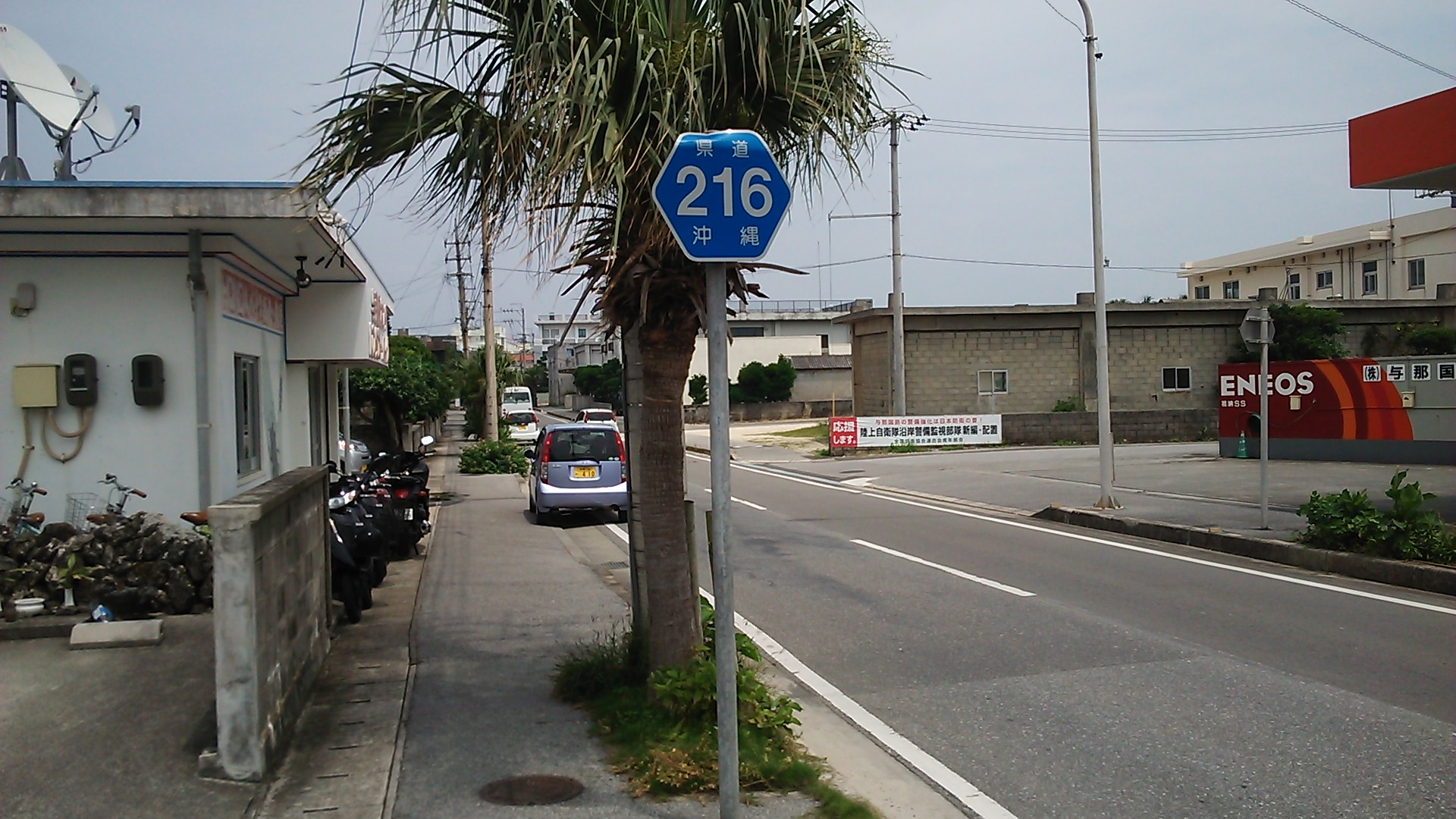
沖縄県道216号標識（祖納）

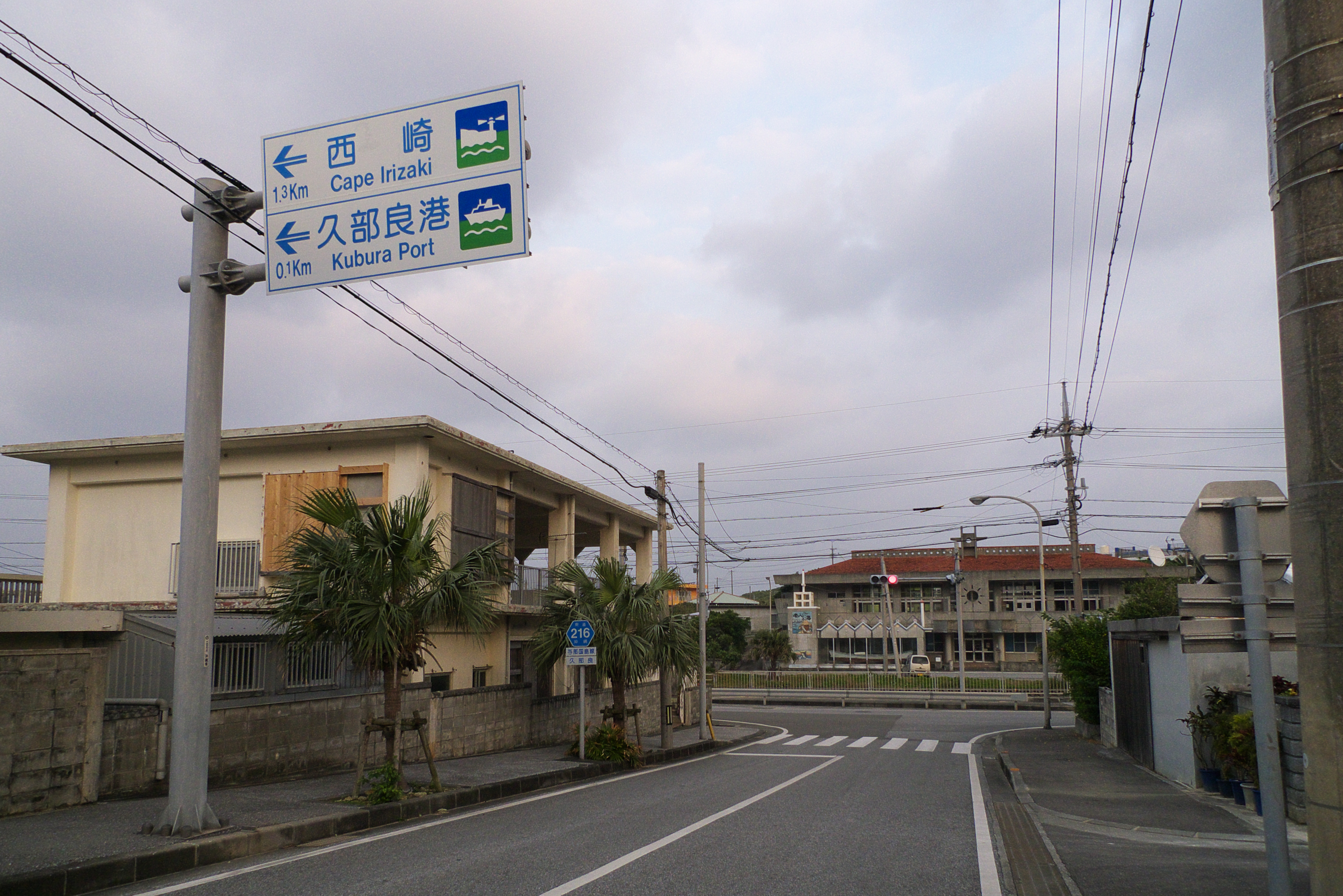
沖縄県道216号（久部良）
日本最西端の信号

沖縄県道216号与那国島線（おきなわけんどう216ごう よなぐにじません）は、沖縄県八重山郡与那国町与那国祖納を起点として与那国島内を循環する一般県道。日本最西端の都道府県道である。

## 概要
この路線は、祖納地区にある県道217号交点を起点とし、与那国空港、久部良地区、比川地区を経由して、西回りに島の西半分を循環し、起点の西側で本路線に再び交わる「6」の字を横に寝かせた形の路線である。
与那国島内には、信号機は祖納地区（本線起点）と久部良地区の計2ヶ所しかない。このうち久部良地区の信号は日本最西端の信号である。

### 区間
- 起点：八重山郡与那国町字祖納（沖縄県道217号与那国港線）
- 終点：八重山郡与那国町字祖納
- 総延長：14.433km（実延長も同じ）[2]

### 通過自治体
- 八重山郡与那国町（与那国島）[2]

### 交差する道路
- 沖縄県道217号与那国港線（起点）

### 主要施設
- 与那国空港（与那国町祖納）
- 沖縄地区税関石垣税関支署与那国監視署（与那国町久部良）
- 石垣海上保安部与那国駐在所（同）
- 久部良港（同）

## 歴史・特徴
- 1953年（昭和28年）に琉球政府道として指定。1972年（昭和47年）の本土復帰と同時に県道となった[2]。